# Hlukhiv
Hlukhiv (ukrainsk: Глу́хів, ukrainsk udtale: [ˈɦɫu.x⁽ʲ⁾iu̯]) eller Glukhov (russisk: Глухов) er en lille historisk by ved floden Esman. Det er en By af regional betydning i Sjostka rajon i Sumy oblast i Ukraine, lige syd for den Ruslandnske grænse. Hlukhiv Kommune omfatter ud over byen Hlukhiv også landsbyen Sliporod. Byen har 33.478 (2018) indbyggere.

## Historie
Den er kendt for at have været hovedstad i Kosak Hetmanatet (en) efter afsættelsen af Ivan Mazepa i 1708-1764. Den tidligere sovjetiske Chervone-Pustohorod-luftbase ligger i nærheden af Hlukhiv.

### Den russiske invasion 2022
Under Ruslands invasion af Ukraine 2022 var der sammenstød i Hlukhiv mellem Ukraines og det invaderende Ruslands militær i byen og de omkringliggende områder efter den 24. februar 2022. 

## Galleri
- Kyiv-prten i Hlukhiv
- Nationale Pædagogiske Universitet
- Hlukhiv skyline
- Rådhus
- Sankt Nicholas Cathedral
- Tereshchenko mansion
- Hlukhiv seminarium
- Bymuseum
- Tidligere håndværkerskole
- Hlukhiv Nationale Pædagogiske Universitet
- Vandtårn
- Transfigurationskirken
- Sankt Anastasia-kirken
- Et kapel i Hlukhiv